# Femeia
«Femeia» (укр. Жінка) — жіночий журнал у Румунії, заснований у 1878 році. З 1946 року він слугував одним із пропагандистських видань комуністичного режиму. У 2006 році журнал був придбаний і перезапущений фінською медіакомпанією Sanoma як провідний жіночий журнал.

## Історія та зміст
Заснована у 1878 році, «Femeia» займала різні політичні позиції. Їх можна розділити на три категорії, як показано нижче:

### Феміністичний журнал
Журнал був заснований у Бухаресті в 1878 році під назвою «Femeia română: ziarul social, literar şi casnic» (укр. Румунська жінка: соціальний, літературний та побутовий журнал). Його засновниками була група жінок на чолі з Марією Флехтенмахер. Журнал дотримувався феміністичного підходу, що зробило його одним з перших румунських видань, присвячених жінкам. Гаслом журналу було «Libertate prin lumină!» (укр. Свобода через світло).
Він повідомляв про важливі події для жінок, зокрема про Перший міжнародний конгрес з прав жінок, що відбувся в Парижі в 1878 році. Газета була одним із прихильників створення жіночих об'єднань в Об'єднаному князівству Волощини та Молдови. Румунська письменниця Софія Недейде була однією з відомих дописувачок журналу, який виходив двічі на тиждень до 1881 року і за цей період випустив 230 номерів.

### Комуністичний журнал
У 1946 році журнал був перейменований на «Femeia Muncitoare» (укр. Працелюбна жінка), ставши одним із пропагандистських видань комуністичного уряду. Він був прикріплений до Національної ради жінок і часто повідомляв про рішення Комуністичної партії щодо жінок. Журнал виходив щомісяця.
«Femeia» виконувала свою пропагандистську роль до 1990-х років, як і «Săteanca» (укр. Сільська жінка), орієнтована на жінок. За змістом, макетом та суворою комуністичною ідеологією журнал був імітацією радянського жіночого журналу «Rabotnitsa» ще з 1960-х років. З часом «Femeia» виробила власну політичну позицію та дизайн, які стали відображенням змін в ідеології Румунської комуністичної партії. Таким чином, журнал підтримував набагато м'якшу комуністичну ідеологію між 1960 і 1965 роками. З 1965 по 1972 рік «Femeia» зосередилася на космополітизмі, але потім повернулася до своєї попередньої позиції, більш м'якої комуністичної ідеології, в період між 1972 і 1979 роками. У 1980-1989 роках вона зайняла набагато жорсткішу комуністичну позицію.

### Провідний жіночий журнал
Ліцензія на «Femeia» була придбана Sanoma у 2006 році, і журнал було перезапущено як щомісячний. Цільовою аудиторією журналу є жінки віком від 25 до 45 років, і журнал переважно публікує статті про моду, красу, прикраси для дому та хобі. Sanoma Hearst Romania, видавець журналу, стверджує, що у 2008 році журнал «Femeia» мав 459 000 читачів.